# Podnoszenie ciężarów na Letnich Igrzyskach Olimpijskich 2020 – waga do 96 kg mężczyzn
Rywalizacja w wadze do 96 kg mężczyzn w podnoszeniu ciężarów na Letnich Igrzyskach Olimpijskich 2020 została rozegrana w dniu 31 lipca 2021 roku w hali Tokyo International Forum.

## Terminarz
| Data          | Godzina |         |
| ------------- | ------- | ------- |
| 31 lipca 2020 | 11:50   | Grupa B |
| 31 lipca 2020 | 19:50   | Grupa A |

## Wyniki
| Pozycja | Grupa | Zawodnik             | Reprezentacja           | Waga  | Rwanie | Rwanie | Rwanie | Podrzut | Podrzut | Podrzut | Wynik | Uwagi |
| Pozycja | Grupa | Zawodnik             | Reprezentacja           | Waga  | 1      | 2      | 3      | 1       | 2       | 3       | Wynik | Uwagi |
| ------- | ----- | -------------------- | ----------------------- | ----- | ------ | ------ | ------ | ------- | ------- | ------- | ----- | ----- |
| 1. !    | A     | Fares Ibrahim        | Katar                   | 95,70 | 173    | 177    | 177    | 217     | 225     | 232     | 402   | OR    |
| 2. !    | A     | Keydomar Vallenilla  | Wenezuela               | 95,00 | 172    | 175    | 177    | 210     | 215     | 216     | 387   |       |
| 3. !    | A     | Anton Plesnoj        | Gruzja                  | 96,00 | 173    | 177    | 177    | 206     | 210     | 210     | 387   |       |
| 4.      | A     | Boady Santavy        | Kanada                  | 95,40 | 173    | 177    | 178    | 200     | 205     | 208     | 386   |       |
| 5.      | A     | Chen Po-jen          | Chińskie Tajpej         | 95,85 | 171    | 176    | 180    | 200     | 205     | 211     | 381   |       |
| 6.      | A     | Bekdoołot Rasułbekow | Kirgistan               | 95,70 | 162    | 166    | 166    | 200     | 208     | 216     | 374   |       |
| 7.      | A     | Bartłomiej Adamus    | Polska                  | 95,95 | 160    | 160    | 163    | 197     | 204     | 205     | 360   |       |
| 8.      | A     | Yu Dong-ju           | Korea Południowa        | 92,55 | 160    | 165    | 167    | 200     | 205     | 205     | 360   |       |
| 9.      | B     | Olfides Sáez         | Kuba                    | 92,35 | 156    | 161    | 161    | 193     | 198     | 203     | 359   |       |
| 10.     | B     | Cyrille Tchatchet    | Reprezentacja Uchodźców | 95,45 | 153    | 155    | 160    | 190     | 190     | 195     | 350   |       |
| 11.     | B     | Teodoros Jakowidis   | Grecja                  | 91,90 | 147    | 152    | 156    | 175     | 182     | 191     | 338   |       |
| 12.     | B     | Christian Amoah      | Ghana                   |       | 140    | 145    | 145    | 165     | 170     | 170     | 315   |       |
| 13.     | B     | Mohammed Hamada      | Palestyna               |       | 137    | 142    | 142    | 173     | 178     | 178     | 310   |       |
| -       | A     | Toshiki Yamamoto     | Japonia                 | 96,00 | 161    | 166    | 168    | 200     | 200     | 200     | DNF   | DNF   |
| -       | A     | Jauhienij Cichancou  | Białoruś                | 95,35 | 170    | 170    | 173    | 201     | 201     | 201     | DNF   | DNF   |